# Championnats d'Europe de natation en petit bassin 2000
Navigation
Édition 1999 Édition 2001
Les 8es Championnats d'Europe de natation en petit bassin, organisés par la LEN, se sont tenus à Valence (Espagne), du 14 au 17 décembre 2000, seulement deux mois après l'événement sportif majeur de l'année, les Jeux olympiques de Sydney.
Le Palau Luis Puig Velodromo où deux piscines provisoires ont été installées (une pour les compétitions et une pour l'entraînement), est le cadre des 38 épreuves de ces Championnats.
| Records battus : Records du monde - Records d'Europe Le tableau des médailles Nage libre : 50 m - 100 m - 200 m - 400 m - 800 m - 1 500 m Dos : 50 m - 100 m - 200 m Brasse : 50 m - 100 m - 200 m Papillon : 50 m - 100 m - 200 m Quatre nages : 100 m - 200 m - 400 m Relais : 4 × 50 m nage libre - 4 × 50 m 4 nages |

## Records battus

### Records du monde
- 50 m papillon femmes, battu par Anna-Karin Kammerling qui le porte à  25 s 60
- 4 × 50 m nage libre femmes, battu par le relais suédois qui le porte à 1 min 38 s 21
- 4 × 50 m quatre nages femmes, battu par le relais suédois qui le porte à 1 min 48 s 31

### Records d'Europe
- 400 m nage libre hommes, battu par Massimiliano Rosolino qui le porte à 3 min 39 s 59
- 1 500 m nage libre hommes, battu par Massimiliano Rosolino qui le porte à 14 min 36 s 93
- 100 m dos hommes, battu par Örn Arnarson qui le porte à  52 s 28
- 200 m brasse hommes, battu par Stéphan Perrot qui le porte à 2 min 07 s 58
- 100 m papillon femmes, battu par Martina Moravcová qui le porte à  57 s 54
- 200 m papillon femmes, battu par Annika Mehlhorn qui le porte à 2 min 05 s 77

## Tableau des médailles
| Rang | Nation      | Or | Argent | Bronze | Total |
| ---- | ----------- | -- | ------ | ------ | ----- |
| 1    | Suède       | 10 | 4      | 2      | 16    |
| 2    | Italie      | 7  | 1      | 1      | 9     |
| 3    | Allemagne   | 5  | 5      | 2      | 12    |
| 4    | Tchéquie    | 3  | 3      | 3      | 9     |
| 5    | Slovaquie   | 3  | 0      | 1      | 4     |
| 6    | Royaume-Uni | 2  | 7      | 10     | 19    |
| 7    | Ukraine     | 2  | 1      | 2      | 5     |
| 8    | Islande     | 2  | 1      | 0      | 3     |
| 9    | Russie      | 1  | 3      | 1      | 5     |
| 10   | Pologne     | 1  | 2      | 1      | 4     |
| –    | Croatie     | 1  | 2      | 1      | 4     |
| 12   | Slovénie    | 1  | 0      | 3      | 4     |
| 13   | Suisse      | 1  | 0      | 1      | 2     |
| 14   | France      | 1  | 0      | 0      | 1     |
| 15   | Espagne     | 0  | 4      | 2      | 6     |
| 16   | Danemark    | 0  | 2      | 1      | 3     |
| 17   | Estonie     | 0  | 1      | 0      | 1     |
| –    | Finlande    | 0  | 1      | 0      | 1     |
| 19   | Norvège     | 0  | 0      | 3      | 3     |
| 20   | Israël      | 0  | 0      | 1      | 1     |
| –    | Lituanie    | 0  | 0      | 1      | 1     |
| –    | Autriche    | 0  | 0      | 1      | 1     |
|      | TOTAL       | 40 | 37     | 37     | 114   |

## Résultats

### 50 m nage libre
| Rang               | Athlète           | Pays        | Temps   |
| ------------------ | ----------------- | ----------- | ------- |
| Médaille d'or      | Stefan Nystrand   | Suède       | 21 s 52 |
| Médaille d'argent  | Mark Foster       | Royaume-Uni | 21 s 60 |
| Médaille de bronze | Olexandr Volynets | Ukraine     | 21 s 70 |

| Rang               | Athlète               | Pays        | Temps   |
| ------------------ | --------------------- | ----------- | ------- |
| Médaille d'or      | Therese Alshammar     | Suède       | 24 s 09 |
| Médaille d'argent  | Alison Sheppard       | Royaume-Uni | 24 s 48 |
| Médaille de bronze | Anna-Karin Kammerling | Suède       | 24 s 75 |

### 100 m nage libre
| Rang               | Athlète         | Pays   | Temps   |
| ------------------ | --------------- | ------ | ------- |
| Médaille d'or      | Stefan Nystrand | Suède  | 47 s 56 |
| Médaille d'argent  | Denis Pimankov  | Russie | 47 s 69 |
| Médaille de bronze | Karel Novy      | Suisse | 47 s 87 |

| Rang               | Athlète           | Pays      | Temps   |
| ------------------ | ----------------- | --------- | ------- |
| Médaille d'or      | Therese Alshammar | Suède     | 53 s 13 |
| Médaille d'argent  | Johanna Sjöberg   | Suède     | 53 s 82 |
| Médaille de bronze | Martina Moravcová | Slovaquie | 53 s 97 |

### 200 m nage libre
| Rang               | Athlète               | Pays        | Temps         |
| ------------------ | --------------------- | ----------- | ------------- |
| Médaille d'or      | Massimiliano Rosolino | Italie      | 1 min 44 s 63 |
| Médaille d'argent  | Květoslav Svoboda     | Tchéquie    | 1 min 45 s 27 |
| Médaille de bronze | Paul Palmer           | Royaume-Uni | 1 min 46 s 24 |

| Rang               | Athlète           | Pays        | Temps         |
| ------------------ | ----------------- | ----------- | ------------- |
| Médaille d'or      | Martina Moravcová | Slovaquie   | 1 min 56 s 51 |
| Médaille d'argent  | Karen Pickering   | Royaume-Uni | 1 min 57 s 22 |
| Médaille de bronze | Karen Legg        | Royaume-Uni | 1 min 57 s 60 |

### 400 m nage libre
| Rang               | Athlète               | Pays        | Temps         |
| ------------------ | --------------------- | ----------- | ------------- |
| Médaille d'or      | Massimiliano Rosolino | Italie      | 3 min 39 s 59 |
| Médaille d'argent  | Paul Palmer           | Royaume-Uni | 3 min 44 s 80 |
| Médaille de bronze | Květoslav Svoboda     | Tchéquie    | 3 min 47 s 36 |

| Rang               | Athlète          | Pays        | Temps         |
| ------------------ | ---------------- | ----------- | ------------- |
| Médaille d'or      | Irina Oufimtseva | Russie      | 4 min 06 s 71 |
| Médaille d'argent  | Jana Pechanová   | Tchéquie    | 4 min 09 s 52 |
| Médaille de bronze | Rebecca Cooke    | Royaume-Uni | 4 min 10 s 80 |

### 800 m nage libre
| Rang               | Athlète          | Pays        | Temps         |
| ------------------ | ---------------- | ----------- | ------------- |
| Médaille d'or      | Chantal Strasser | Suisse      | 8 min 27 s 23 |
| Médaille d'argent  | Rebecca Cooke    | Royaume-Uni | 8 min 29 s 24 |
| Médaille de bronze | Jana Pechanová   | Tchéquie    | 8 min 31 s 17 |

### 1 500m nage libre
| Rang               | Athlète               | Pays    | Temps          |
| ------------------ | --------------------- | ------- | -------------- |
| Médaille d'or      | Massimiliano Rosolino | Italie  | 14 min 36 s 93 |
| Médaille d'argent  | Frederik Hviid        | Espagne | 14 min 53 s 93 |
| Médaille de bronze | Igor Chervynskyi      | Ukraine | 14 min 56 s 36 |

### 50 m dos
| Rang               | Athlète            | Pays     | Temps   |
| ------------------ | ------------------ | -------- | ------- |
| Médaille d'or      | Ante Mašković      | Croatie  | 24 s 60 |
| Médaille d'argent  | Örn Arnarson       | Islande  | 24 s 81 |
| Médaille de bronze | Darius Grigalionis | Lituanie | 24 s 82 |

| Rang               | Athlète            | Pays      | Temps   |
| ------------------ | ------------------ | --------- | ------- |
| Médaille d'or      | Ilona Hlaváčková   | Tchéquie  | 27 s 84 |
| Médaille d'argent  | Nina Zhivanevskaya | Espagne   | 28 s 10 |
| Médaille de bronze | Daniela Samulski   | Allemagne | 28 s 12 |

### 100 m dos
| Rang               | Athlète           | Pays    | Temps   |
| ------------------ | ----------------- | ------- | ------- |
| Médaille d'or      | Örn Arnarson      | Islande | 52 s 28 |
| Médaille d'argent  | Gordan Kožulj     | Croatie | 52 s 57 |
| Médaille de bronze | Przemyslan Wilant | Pologne | 53 s 21 |

| Rang               | Athlète            | Pays        | Temps         |
| ------------------ | ------------------ | ----------- | ------------- |
| Médaille d'or      | Ilona Hlaváčková   | Tchéquie    | 58 s 82       |
| Médaille d'argent  | Katy Sexton        | Royaume-Uni | 1 min 00 s 04 |
| Médaille de bronze | Nina Zhivanevskaya | Espagne     | 1 min 00 s 09 |

### 200 m dos
| Rang               | Athlète       | Pays     | Temps         |
| ------------------ | ------------- | -------- | ------------- |
| Médaille d'or      | Örn Arnarson  | Islande  | 1 min 52 s 90 |
| Médaille d'argent  | Gordan Kožulj | Croatie  | 1 min 53 s 50 |
| Médaille de bronze | Blaž Medvešek | Slovénie | 1 min 54 s 61 |

| Rang               | Athlète            | Pays        | Temps         |
| ------------------ | ------------------ | ----------- | ------------- |
| Médaille d'or      | Joanna Fargus      | Royaume-Uni | 2 min 08 s 19 |
| Médaille d'argent  | Nina Zhivanevskaya | Espagne     | 2 min 09 s 15 |
| Médaille de bronze | Anja Čarman        | Slovénie    | 2 min 10 s 71 |

### 50 m brasse
| Rang          | Athlète             | Pays      | Temps   |
| ------------- | ------------------- | --------- | ------- |
| Médaille d'or | Mark Warnecke       | Allemagne | 27 s 11 |
| Médaille d'or | Daniel Malek        | Tchéquie  | 27 s 11 |
| Médaille d'or | Domenico Fioravanti | Italie    | 27 s 11 |

| Rang               | Athlète                | Pays    | Temps   |
| ------------------ | ---------------------- | ------- | ------- |
| Médaille d'or      | Emma Igelström         | Suède   | 31 s 26 |
| Médaille d'argent  | Agnieszka Braszkiewicz | Pologne | 31 s 55 |
| Médaille de bronze | Anne-Mari Gulbrandsen  | Norvège | 31 s 70 |

### 100 m brasse
| Rang               | Athlète             | Pays        | Temps         |
| ------------------ | ------------------- | ----------- | ------------- |
| Médaille d'or      | Domenico Fioravanti | Italie      | 58 s 89       |
| Médaille d'argent  | Daniel Malek        | Tchéquie    | 59 s 67       |
| Médaille de bronze | Darren Mew          | Royaume-Uni | 1 min 00 s 04 |

| Rang               | Athlète               | Pays    | Temps         |
| ------------------ | --------------------- | ------- | ------------- |
| Médaille d'or      | Alicja Pęczak         | Pologne | 1 min 06 s 95 |
| Médaille d'argent  | Emma Igelström        | Suède   | 1 min 07 s 14 |
| Médaille de bronze | Anne-Mari Gulbrandsen | Norvège | 1 min 08 s 17 |

### 200 m brasse
| Rang               | Athlète             | Pays     | Temps         |
| ------------------ | ------------------- | -------- | ------------- |
| Médaille d'or      | Stéphan Perrot      | France   | 2 min 07 s 58 |
| Médaille d'argent  | Domenico Fioravanti | Italie   | 2 min 08 s 76 |
| Médaille de bronze | Daniel Malek        | Tchéquie | 2 min 08 s 86 |

| Rang               | Athlète               | Pays    | Temps         |
| ------------------ | --------------------- | ------- | ------------- |
| Médaille d'or      | Emma Igelström        | Suède   | 2 min 24 s 05 |
| Médaille d'argent  | Alicja Pęczak         | Pologne | 2 min 24 s 17 |
| Médaille de bronze | Anne-Mari Gulbrandsen | Norvège | 2 min 25 s 55 |

### 50 m papillon
| Rang               | Athlète             | Pays        | Temps   |
| ------------------ | ------------------- | ----------- | ------- |
| Médaille d'or      | Mark Foster         | Royaume-Uni | 23 s 31 |
| Médaille d'argent  | Jere Hård           | Finlande    | 23 s 48 |
| Médaille de bronze | Jorge Luis Ulibarri | Espagne     | 23 s 61 |

| Rang               | Athlète               | Pays     | Temps   |
| ------------------ | --------------------- | -------- | ------- |
| Médaille d'or      | Anna-Karin Kammerling | Suède    | 25 s 60 |
| Médaille d'argent  | Karen Egdal           | Danemark | 26 s 72 |
| Médaille de bronze | Johanna Sjöberg       | Suède    | 26 s 74 |

### 100 m papillon
| Rang               | Athlète          | Pays      | Temps   |
| ------------------ | ---------------- | --------- | ------- |
| Médaille d'or      | Thomas Rupprath  | Allemagne | 51 s 31 |
| Médaille d'argent  | Lars Frölander   | Suède     | 51 s 76 |
| Médaille de bronze | Anatoly Polyakov | Russie    | 52 s 54 |

| Rang               | Athlète           | Pays      | Temps   |
| ------------------ | ----------------- | --------- | ------- |
| Médaille d'or      | Martina Moravcová | Slovaquie | 57 s 54 |
| Médaille d'argent  | Johanna Sjöberg   | Suède     | 57 s 86 |
| Médaille de bronze | Mette Jacobsen    | Danemark  | 58 s 91 |

### 200 m papillon
| Rang               | Athlète          | Pays        | Temps         |
| ------------------ | ---------------- | ----------- | ------------- |
| Médaille d'or      | Thomas Rupprath  | Allemagne   | 1 min 53 s 28 |
| Médaille d'argent  | Anatoly Polyakov | Russie      | 1 min 54 s 01 |
| Médaille de bronze | Stephen Parry    | Royaume-Uni | 1 min 54 s 37 |

| Rang               | Athlète         | Pays      | Temps         |
| ------------------ | --------------- | --------- | ------------- |
| Médaille d'or      | Annika Mehlhorn | Allemagne | 2 min 05 s 77 |
| Médaille d'argent  | Mette Jacobsen  | Danemark  | 2 min 07 s 70 |
| Médaille de bronze | Petra Zahrl     | Autriche  | 2 min 09 s 29 |

### 100 m quatre nages
| Rang               | Athlète       | Pays     | Temps   |
| ------------------ | ------------- | -------- | ------- |
| Médaille d'or      | Peter Mankoč  | Slovénie | 54 s 14 |
| Médaille d'argent  | Indrek Sei    | Estonie  | 54 s 22 |
| Médaille de bronze | Davide Cassol | Italie   | 55 s 10 |

| Rang               | Athlète           | Pays        | Temps         |
| ------------------ | ----------------- | ----------- | ------------- |
| Médaille d'or      | Martina Moravcová | Slovaquie   | 1 min 00 s 58 |
| Médaille d'argent  | Annika Mehlhorn   | Allemagne   | 1 min 01 s 21 |
| Médaille de bronze | Sue Rolph         | Royaume-Uni | 1 min 01 s 25 |

### 200 m quatre nages
| Rang               | Athlète               | Pays      | Temps         |
| ------------------ | --------------------- | --------- | ------------- |
| Médaille d'or      | Massimiliano Rosolino | Italie    | 1 min 56 s 62 |
| Médaille d'argent  | Christian Keller      | Allemagne | 1 min 57 s 68 |
| Médaille de bronze | Peter Mankoč          | Slovénie  | 1 min 58 s 14 |

| Rang               | Athlète        | Pays        | Temps         |
| ------------------ | -------------- | ----------- | ------------- |
| Médaille d'or      | Yana Klochkova | Ukraine     | 2 min 10 s 75 |
| Médaille d'argent  | Oxana Verevka  | Russie      | 2 min 12 s 15 |
| Médaille de bronze | Sue Rolph      | Royaume-Uni | 2 min 12 s 28 |

### 400 m quatre nages
| Rang               | Athlète           | Pays    | Temps         |
| ------------------ | ----------------- | ------- | ------------- |
| Médaille d'or      | Alessio Boggiatto | Italie  | 4 min 10 s 61 |
| Médaille d'argent  | Frederik Hviid    | Espagne | 4 min 12 s 94 |
| Médaille de bronze | Michael Halika    | Israël  | 4 min 13 s 48 |

| Rang               | Athlète         | Pays        | Temps         |
| ------------------ | --------------- | ----------- | ------------- |
| Médaille d'or      | Yana Klochkova  | Ukraine     | 4 min 35 s 11 |
| Médaille d'argent  | Annika Mehlhorn | Allemagne   | 4 min 39 s 02 |
| Médaille de bronze | Rachael Corner  | Royaume-Uni | 4 min 40 s 11 |

### 4 × 50 m nage libre
| Rang               | Athlète                                                    | Pays        | Temps         |
| ------------------ | ---------------------------------------------------------- | ----------- | ------------- |
| Médaille d'or      | Joakim Dahl Stefan Nystrand Lars Frölander Claes Andersson | Suède       | 1 min 27 s 52 |
| Médaille d'argent  | Thomas Winkler Stephan Kunzelmann Stefan Herbst Sven Guske | Allemagne   | 1 min 27 s 81 |
| Médaille de bronze | Anthony Howard Mark Foster Stephen Parry Matthew Kidd      | Royaume-Uni | 1 min 28 s 18 |

| Rang               | Athlète                                                                 | Pays        | Temps         |
| ------------------ | ----------------------------------------------------------------------- | ----------- | ------------- |
| Médaille d'or      | Annika Lofstedt Therese Alshammar Johanna Sjöberg Anna-Karin Kammerling | Suède       | 1 min 38 s 21 |
| Médaille d'argent  | Alison Sheppard Sue Rolph Karen Pickering Rosalind Brett                | Royaume-Uni | 1 min 38 s 39 |
| Médaille de bronze | Britta Steffen Petra Dallmann Daniela Samulski Verena Witte             | Allemagne   | 1 min 39 s 63 |

### 4 × 50 m quatre nages
| Rang               | Athlète                                                              | Pays      | Temps         |
| ------------------ | -------------------------------------------------------------------- | --------- | ------------- |
| Médaille d'or      | Sebastian Halgasch Mark Warnecke Thomas Rupprath Thomas Winkler      | Allemagne | 1 min 36 s 23 |
| Médaille d'argent  | Volodymyr Nikolaychuk Oleg Lisogor Andriy Serdinov Olexandr Volynets | Ukraine   | 1 min 37 s 48 |
| Médaille de bronze | Ante Mašković Vanja Rogulj Tomislav Karlo Duje Draganja              | Croatie   | 1 min 37 s 71 |

| Rang               | Athlète                                                                | Pays        | Temps         |
| ------------------ | ---------------------------------------------------------------------- | ----------- | ------------- |
| Médaille d'or      | Therese Alshammar Emma Igelström Anna-Karin Kammerling Johanna Sjöberg | Suède       | 1 min 48 s 31 |
| Médaille d'argent  | Daniela Samulski Sylvia Gerasch Marletta Uhle Petra Dallmann           | Allemagne   | 1 min 50 s 96 |
| Médaille de bronze | Sarah Price Heidi Earp Rosalind Brett Alison Sheppard                  | Royaume-Uni | 1 min 51 s 20 |